# توريتشيفا
بلدية توريتشيفا (بالإسبانية: Torrechiva)‏، هي إحدى بلديات مقاطعة كاستيلون التي تقع في منطقة بلنسية، في شرق إسبانيا.
يبلغ عدد سكانها 98 نسمة وفقاً لإحصائية سنة (2006).